# Aufsichtsperson (Arbeitssicherheit)
Aufsichtspersonen (Abk. APen) sind in Deutschland nach § 18 des Siebten Buches Sozialgesetzbuch – Gesetzliche Unfallversicherung (SGB VII), Mitarbeiter der Unfallversicherungsträger, welche die „Durchführung der Maßnahmen zur Verhütung von Arbeitsunfällen, Berufskrankheiten und arbeitsbedingten Gesundheitsgefahren“ sowie „eine wirksame Erste Hilfe überwachen“ als auch „Unternehmer und Versicherte“ beraten. Die Befähigung für diese Tätigkeit ist durch eine Prüfung nachzuweisen, deren Prüfungsordnung durch das Bundesministerium für Arbeit und Soziales bzw. den zuständigen Landesministerien genehmigt wird.

## Geschichte
Mit dem Beginn des Industrialisierungsprozesses Mitte des 19. Jahrhunderts wandelte sich Deutschland von einer agrar- und handwerksgeprägten Arbeitswelt zu einer urbanisierten Industriegesellschaft. Der Wachstumstreiber für den Aufschwung war der Eisenbahnbau, der einerseits die Versorgungsvoraussetzungen der Schwerindustrie sicherstellte und zum anderen die Nachfrage nach Kohle, Stahl und Maschinen selbst beschleunigte. Die schnell wachsende Zahl an Fabriken ging mit einem großen Bedarf an Arbeitskräften einher, die unter schwierigen Arbeitsbedingungen tätig waren. Die Anzahl der Arbeitsunfälle stieg deutlich.
Die zunehmende Unzufriedenheit der stark gewachsenen Arbeiterschaft (Proletariat) hinsichtlich der Missstände forderte staatliches Handeln. Mit dem Einsatz sogenannter Fabrikinspektoren ab 1853 in Deutschland nach englischem Vorbild, sollte zunächst im Wesentlichen der Kinderarbeit entgegengewirkt werden. Die Regelung einer Ordnungswidrigkeit war jedoch nur beschränkt wirksam, weil Aufsicht und Vollzug nicht umfänglich geregelt und die Durchführung der Anordnungen allein den Polizei- u. Ordnungsbehörden unterlag. Die Wirksamkeit der Arbeit von Fabrikinspektoren blieb aufgrund dieser Trennung beschränkt.
Zunächst mit dem Kinderschutz betraut, folgten später weitere Aufgaben, wie die Überwachung staatlicher Vorschriften und Verordnungen z. B. zur Arbeitszeit einschl. Sonntagsruhe, Betriebsgefahren, Lohnschutz, Kündigungsschutz, Arbeitsordnung, Kinder-, Jugend- und Frauenschutz, Schwangerenschutz sowie Heimarbeitsschutz. Die Fülle der Einzelregelungen im Arbeitsschutz wurde 1869 zu einer einheitlichen Rechtsgrundlage, der Gewerbeordnung (GewO) für den Norddeutschen Bund (ab 1883 Gewerbeordnung für das Deutsche Reich, kurz Reichsgewerbeordnung) zusammengefasst. Die Rechte und Pflichten der staatlichen Aufsichtsbeamten nach § 139b der GewO wurden damit zu einer obligatorischen und behördlich handelnden Aufsicht gefasst. Die GewO wurde 1878 um einen sogenannten Aufsichtsparagraphen erweitert, der den Beamten „amtliche Befugnisse der Ortspolizeibehörden“ einräumte und ihnen erlaubte, jederzeit eine Revision in den Fabriken durchzuführen. Aufgrund der Fülle an Aufgaben und den 1880 lediglich 46 Personen blieben die Arbeitsbedingungen weiterhin desolat.
Mit dem am 7. Juni 1871 erlassenen Gesetz, betreffend die Verbindlichkeit zum Schadenersatz für die bei dem Betriebe von Eisenbahnen, Bergwerke etc. herbeigeführten Tötungen und Körperverletzungen, kurz Haftpflichtgesetz (HPflG) sollten darüber hinaus Schadensersatzansprüche gegenüber den Arbeitgebern geltend gemacht werden können. Die Fülle an Haftpflichtprozessen, bei denen der Arbeitnehmer in der Beweispflicht stand, führte häufig zu teuren Gerichtsverfahren, denen der Verunglückte finanziell nicht gewachsen war. Dieser Umstand beschädigte den Betriebsfrieden und förderte den Unmut der Arbeiterklasse gegenüber den Arbeitgebern und dem Deutschen Reich. Die Arbeiterschaft organisierte sich zunehmend in Gewerkschaften und Arbeitervereinen. Um diese mit dem Staat zu versöhnen, als auch die wirtschaftlichen Interessen der Fabrikanten zu berücksichtigen, verlas der damalige Reichskanzler Otto von Bismarck im Rahmen der Kaiserlichen Botschaft die Fortschreibung der Bestrebung zur sozialen Sicherung in Deutschland. Neben der Krankenversicherung (1883) beschloss der Reichstag am 9. Juli 1884 das bis heute bedeutende Unfallversicherungsgesetz (UVG).
Der Idee, die Aufsicht des Arbeitsschutzes in Form einer Selbstverwaltung durch bundesunmittelbare Körperschaften zu überlassen und den Fabrikbesitzer von seiner zivilrechtlichen Haftpflicht abzulösen, folgten mit Bekanntmachung des UVG die ersten Berufsgenossenschaften. Im gleichen Jahr noch wurden Ausführungsbehörden als Vorläufer der heutigen Unfallkassen eingerichtet. Von Beginn an war die Versicherung allein durch die Unternehmer finanziert. Die Einstufung der Betriebe und die Beitragsfindung nach Gefahrenklassen hat in seinen Grundzügen bis heute Bestand. Die 1884 durch das UVG benannten 55 Berufsgenossenschaften waren nach § 78 UVG „befugt, für den Umfang des Genossenschaftsbezirkes oder für bestimmte Industriezweige oder Betriebsarten oder bestimmt abzugrenzende Bezirke Vorschriften zu erlassen“. Die Genossenschaften waren darüber hinaus nach § 82 UVG „befugt, durch Beauftragte die Befolgung der zur Verhütung von Unfällen erlassenen Vorschriften zu überwachen“. „Namen und Wohnsitz der Beauftragten sind von dem Genossenschaftsvorstande den höheren Verwaltungsbehörden, auf deren Bezirke sich ihre Tätigkeit erstreckt, anzuzeigen. Die Beauftragten sind verpflichtet, den nach Maßgabe des §139b der GewO bestellten staatlichen Aufsichtsbeamten auf Erfordern über ihre Überwachungstätigkeit und deren Ergebnisse Mitteilung zu machen, und können dazu von dem Reichsversicherungsamt durch Geldstrafen bis zu einhundert Mark angehalten werden.“ §85 UVG. Die von den Berufsgenossenschaften erlassenen Unfallverhütungsvorschriften bedürfen bis zum Inkrafttreten des Gewerbe-Unfallversicherungsgesetzes am 30. Juni 1900 der Genehmigung des Reichsversicherungsamt.
Mit Bekanntmachung des Gewerbe-Unfallversicherungsgesetzes waren die Genossenschaften nicht nur befugt, sondern konnten nach § 112 „im Aufsichtsweg angehalten werden, Vorschriften zu erlassen“. Die Genossenschaften waren darüber hinaus nicht nur befugt, sondern „verpflichtet, für die Durchführung der gemäß § 112 erlassenen Unfallverhütungsvorschriften Sorge zu tragen. Sie sind befugt, durch technische Aufsichtsbeamte (Abk. TABen), die Befolgung der zur Verhütung von Unfällen erlassenen Vorschriften zu überwachen. Die einer Genossenschaft angehörenden Betriebsunternehmer sind verpflichtet, den als solchen legitimierten technischen Aufsichtsbeamten der beteiligten Genossenschaft auf Erfordern den Zutritt zu ihren Betriebsstätten während der Betriebszeit zu gestatten…“.
Die Reichsversicherungsordnung (RVO) vom 19. Juli 1911 fasste die bis dato entstandenen Sozialgesetze und das Gewerbe-Unfallversicherungsgesetz als Drittes Buch – Unfallversicherung, das neben sechs Änderungsgesetzen am 9. Mai 1963 mit dem Unfallversicherungs-Neuregelungsgesetzes (UVNG) eine Wesentliche Überarbeitung erfuhr, zusammen. Nach § 712 Abs. 1 RVO hatten nun „die Berufsgenossenschaften durch technische Aufsichtsbeamte die Durchführung der Unfallverhütung zu überwachen und ihre Mitglieder zu beraten“. Sie waren nach Abs. 2 „verpflichtet, technische Aufsichtsbeamte in der für eine wirksame Unfallverhütung erforderlichen Zahl anzustellen“. Die „Technischen Aufsichtsbeamten durften nur angestellt werden, nachdem sie die Befähigung für die Tätigkeit als technische Aufsichtsbeamte nachgewiesen hatten. Insoweit bedarf die Anstellung der Genehmigung der Aufsichtsbehörde“ (§712 Abs. 3 RVO).
Mit dem Gesetz zur Einordnung des Rechts der gesetzlichen Unfallversicherung in das Sozialgesetzbuch (Unfallversicherungs-Einordnungsgesetz – UVEG) wurde das Dritte Buch der RVO am 7. August 1996 als Siebtes Buch Sozialgesetzbuch – Gesetzliche Unfallversicherung (SGB VII) integriert.  Mit der Einordnung ergaben sich begriffliche Änderung gegenüber dem Dritten Buch der RVO, vor allem für die Zielgruppe, den Pflichtumfang und die Befähigungsvoraussetzungen für die Aufsicht. Textlich wurde „Berufsgenossenschaft“ durch „Unfallversicherungsträger“ ersetzt. Nach der Begründung zum Gesetzentwurf der Bundesregierung vom 24. August 1995 (BT-Drs. 13/2204) sollen die „Aufgaben des Überwachungsdienstes der Unfallversicherungsträger … nicht mehr auf technische Inhalte beschränkt“ sein. Der Begriff „Technischer Aufsichtsbeamte“ wurde im § 18 SGB VII durch den Begriff „Aufsichtsperson“ ersetzt. Die Unfallversicherungsträger sind verpflichtet, Aufsichtspersonen „in der für eine wirksame Überwachung und Beratung gemäß § 17 (früher „wirksamen Unfallverhütung“) erforderlichen Zahl“ zu beschäftigen. Abweichend zum §712 Abs. 3 Satz 1 der RVO wird für die Beschäftigung nach §18 Abs. 1, Satz 1 SGB VII eine Prüfung vorausgesetzt. Eine Genehmigung von der Aufsichtsbehörde wird nach SGB VII nicht wie nach der RVO für die Anstellung, sondern für die Prüfungsordnung erteilt. Wie bisher ist es möglich, dass sich die Unfallversicherungsträger auf eine Musterprüfungsordnung verständigen.

## Berufsrollenverständnis
Nach Art. 2, Abs. 2 des Grundgesetzes hat jeder das Recht auf Leben u. körperliche Unversehrtheit. Die Umsetzung dieser Verpflichtung im Arbeitsumfeld hat der Gesetzgeber im SGB VII sichergestellt. Nach §21 SGB VII ist für die Durchführung der Maßnahmen zur Verhütung von Arbeitsunfällen und Berufskrankheiten, für die Verhütung von arbeitsbedingten Gesundheitsgefahren sowie für eine wirksame Erste Hilfe der Unternehmer verantwortlich. Die Unfallversicherungsträger haben nach §17 Abs. 1 die Durchführung der Maßnahmen zur Verhütung von Arbeitsunfällen, Berufskrankheiten, arbeitsbedingten Gesundheitsgefahren und für eine wirksame Erste Hilfe in den Unternehmen zu überwachen sowie die Unternehmer und die Versicherten zu beraten. Die Unfallversicherungsträger sind verpflichtet, Aufsichtspersonen in der für eine wirksame Überwachung und Beratung gemäß §17 erforderlichen Zahl zu beschäftigen. Der Aufsichtsperson kommen damit hoheitliche Aufgaben im Sinne Art. 33 Abs. 4 GG zu. Entsprechend ihrer Aufgabenschwerpunkte und Qualifikation beschäftigen die Unfallversicherungsträger Aufsichtspersonen (AP) der Gruppe I u. II (AP I u. AP II). Zur Unterstützung der AP I können in Branchen, die durch wandelnde Arbeitsstättenverhältnisse (z. B. Baustellen) gekennzeichnet sind, Aufsichtspersonen der Gruppe II (AP II) eingesetzt werden.
Die verbindliche Durchführung der Maßnahmen kann mit dem Mittel der Anordnung nach § 19 Abs. 1 SGB VII durch die Aufsichtsperson AP I u. AP II festgelegt werden. Die Aufsichtspersonen sind berechtigt, bei Gefahr im Verzug sofort vollziehbare Anordnungen zur Abwendung von arbeitsbedingten Gefahren für Leben und Gesundheit zu treffen. Neben sofort vollziehbaren Anordnungen können Aufsichtspersonen im Einzelfall anordnen, welche Maßnahmen Unternehmer oder Versicherte zu treffen haben
1. zur Erfüllung ihrer Pflichten aufgrund der Unfallverhütungsvorschriften nach § 15,

2. zur Abwendung besonderer Unfall- und Gesundheitsgefahren
Anordnungen nach den Sätzen 1 und 2 können auch gegenüber Unternehmern sowie gegenüber Beschäftigten von ausländischen Unternehmen getroffen werden, die eine Tätigkeit im Inland ausüben, ohne einem Unfallversicherungsträger anzugehören. Zur Überwachung der Maßnahmen (§ 19 Abs. 2ff) sind die Aufsichtspersonen insbesondere befugt,
3. zu den Betriebs- und Geschäftszeiten Grundstücke und Betriebsstätten zu betreten, zu besichtigen und zu prüfen,
4. von dem Unternehmer die zur Durchführung ihrer Überwachungsaufgabe erforderlichen Auskünfte zu verlangen,
5. geschäftliche und betriebliche Unterlagen des Unternehmers einzusehen, soweit es die Durchführung ihrer Überwachungsaufgabe erfordert,
6. Arbeitsmittel und persönliche Schutzausrüstungen sowie ihre bestimmungsgemäße Verwendung zu prüfen,
7. Arbeitsverfahren und Arbeitsabläufe zu untersuchen und insbesondere das Vorhandensein und die Konzentration gefährlicher Stoffe und Zubereitungen zu ermitteln oder, soweit die Aufsichtspersonen und der Unternehmer die erforderlichen Feststellungen nicht treffen können, auf Kosten des Unternehmers ermitteln zu lassen,
8. gegen Empfangsbescheinigung Proben nach ihrer Wahl zu fordern oder zu entnehmen; soweit der Unternehmer nicht ausdrücklich darauf verzichtet, ist ein Teil der Proben amtlich verschlossen oder versiegelt zurückzulassen,
9. zu untersuchen, ob und auf welche betriebliche Ursachen ein Unfall, eine Erkrankung oder ein Schadensfall zurückzuführen ist, die Begleitung durch den Unternehmer oder eine von ihm beauftragte Person zu verlangen.
Der Unternehmer hat die Maßnahmen nach Satz 1 Nr. 1 und 3 bis 7 zu dulden. Zur Verhütung dringender Gefahren können die Maßnahmen nach Satz 1 auch in Wohnräumen und zu jeder Tages- und Nachtzeit getroffen werden. Das Grundrecht der Unverletzlichkeit der Wohnung (Artikel 13 des Grundgesetzes) wird insoweit eingeschränkt. Die Eigentümer und Besitzer der Grundstücke, auf denen der Unternehmer tätig ist, haben das Betreten der Grundstücke zu gestatten.
Die Aufsichtsperson ist darüber hinaus zentraler Ansprechpartner zu allen Präventionsleistungen der Unfallversicherungsträger (z. B. Prüfung/Zertifizierung, Qualifizierung, Regelwerk etc.). Zudem ist die Aufsichtsperson in ein nationales und internationales Präventionsnetzwerk eingebunden, in dem sie als kompetenter Ansprechpartner mit Ministerien, Behörden und anderen Sozialversicherungsträgern im Rahmen übergreifender Präventionsziele (z. B. GDA, iga, KAN etc.) in Kontakt tritt. Zum Zwecke der wissenschaftlichen Förderung und zum Austausch sowie der Verbreitung gesammelter Erkenntnisse von Sicherheit und Gesundheit am Arbeitsplatz haben sich Aufsichtspersonen und Experten für Arbeitssicherheit im Verein Deutscher Revisions-Ingenieure e.V. (VDRI) zusammengeschlossen. Der Verein ist ein technisch wissenschaftlicher Verein und fördert die Zusammengehörigkeit der deutschen und internationalen Fachleute auf diesem Gebiet.

## Ausbildung und Befähigungsnachweis
Mit der Wahrnehmung hoheitlicher Aufgaben nach Art. 33 Abs. 4 GG und der damit verbundenen Rechte und Pflichten dürfen nach §18 Abs. 2 SGB VII nur Aufsichtspersonen beschäftigt werden, die ihre Befähigung durch eine Prüfung nachgewiesen haben. Der Gesetzgeber hat die Unfallversicherungsträger verpflichtet, durch den Erlass einer Prüfungsordnung eine einheitliche Qualifizierung im Sinne des gesetzlichen Auftrags zu gewährleisten. Der Spitzenverband der gewerblichen Berufsgenossenschaften und der Unfallversicherungsträger der öffentlichen Hand, die "Deutsche Gesetzliche Unfallversicherung", hat im Juni 2015 im Rahmen der Mitgliederversammlung die überarbeitete Muster-Prüfungsordnung I für Aufsichtspersonen mit Hochschulqualifikation als auch die Muster-Prüfungsordnung II für Aufsichtspersonen mit Meister-/Technikerqualifikation beschlossen. Für die Prüfung zur Aufsichtsperson der Gruppe I (AP I) kann nur zugelassen werden, wer u. a. eine bestimmte Vorbildung hat und nachweislich die i. d. R. zweijährige Ausbildung als Aufsichtsperson in Vorbereitung (AP i. V.) bei einem Unfallversicherungsträger erfolgreich abgeleistet hat.
Die Vorbildung erfüllt für eine AP I, wer ein abgeschlossenes Hochschul- oder Fachhochschulstudium an einer staatlichen oder staatlich anerkannten Einrichtung in den Bereichen Ingenieurwissenschaften, Naturwissenschaften oder einer der dem zukünftigen Einsatzbereich entsprechenden Fachrichtung besitzt. Für eine AP II erfüllt die Vorbildung, wer eine abgeschlossene Meister-/Technikerqualifikation einer staatlichen oder staatlich anerkannten Einrichtung hat. In beiden Fällen sind neben Sozial- u. Personalkompetenzen, praktische betriebliche Kenntnisse, die durch eine mindestens zweijährige hauptberufliche Tätigkeit und dem späteren Tätigwerden als Aufsichtsperson förderlich sind, nachzuweisen. Die Verbindung aus Theorie und Praxis sowie aus branchenübergreifendem und branchenspezifischem Wissen befähigt die Aufsichtspersonen generalistisch zu Handeln und sich zu spezialisieren.
Gegenstand der jeweiligen Prüfung sind die im Berufsrollenverständnis für Aufsichtspersonen aufgeführten Fach-, Methoden-, Personal- und Sozialkompetenzen. Die Prüfung umfasst einen schriftlichen, praktischen und mündlichen Aufgabenteil. Der schriftliche Teil der Prüfung besteht aus einer dreiwöchigen (AP II) bzw. sechswöchigen (AP I) Ausarbeitung über ein Thema zu Fragen der Prävention. Der praktische Teil der Prüfung besteht aus einem Betriebsbesuch (Betriebsbegehung/Revision) in einem Unternehmen und einem zugehörigen Bericht. Der mündliche Teil der Prüfung besteht aus einem Vortrag und behandelt ein Thema aus dem Umfeld der Unfallversicherung. Das darauffolgende Prüfungsgespräch erstreckt sich auf die im Rahmen der gesamten Ausbildung vermittelten Inhalte sowie auf aktuelle Fragen zur Prävention und zur gesetzlichen Unfallversicherung. Das Prüfungsergebnis setzt sich aus einer Gesamtbewertung und den Noten der einzelnen Prüfungsteile zusammen.
Die insgesamt zweijährige Ausbildung zur Aufsichtsperson besteht aus einem trägerspezifischen Teil beim ausbildenden Unfallversicherungsträger und einem trägerübergreifenden zehnwöchigen Ausbildungsteil, der überwiegend am Institut für Arbeit und Gesundheit (IAG) der DGUV durchgeführt wird. Die Ausbildungskoordinatoren der Unfallversicherungsträger stellen die Verzahnung der trägerübergreifenden mit der branchenspezifischen Ausbildung sicher und sorgen für eine entsprechende trägerspezifische Ausbildung. Das gemeinsame Qualitätsverständnis aller gesetzlichen Unfallversicherungsträger innerhalb der Ausbildung von Aufsichtspersonen wurde in ein Qualitätsrahmenmodell integriert.

## Vertragsverhältnis von Aufsichtspersonen
Aufsichtspersonen werden – je nach gesetzlichem Unfallversicherungsträger – als Dienstordnungsangestellte (DO-Angestellte) oder als Angestellte nach dem Tarifvertrag für die Arbeitnehmer der gewerblichen Berufsgenossenschaften und der Unfallversicherungsträger der öffentlichen Hand (BG-AT) oder nach dem Tarifvertrag für den Öffentlichen Dienst (TVöD) angestellt. Die Unfallversicherung Bund und Bahn sowie die Unfallkasse Post und Telekom besitzen nach §§ 148, 149 SGB VII als einzige Unfallversicherungsträger eine echte Dienstherrenfähigkeit im Sinne des § 2 des Bundesbeamtengesetzes und dürfen Beamte ernennen.